# Блонский, Иван Васильевич
Иван Васильевич Блонский (23 июня 1950 — 10 декабря 2024) — советский и украинский физик, доктор физико-математических наук (1990), профессор (1993), член-корреспондент НАНУ (1997).

## Биография
Родился в с. Серафинцы Городенковского района Станиславской (Ивано-Франковской) области в семье учителей.
Окончил Серафинецкую среднюю школу (1967, с золотой медалью), физический факультет Черновицкого государственного университета (1972) и аспирантуру Института физики АН Украинской ССР (1975).
Работал в том же институте: младший научный сотрудник, старший научный сотрудник, ведущий научный сотрудник, заведующий лабораторией фотоакустики и оптики, заместитель директора по научной работе (1994—2020), главный научный сотрудник, заведующий отделом фотонных процессов. Также с 2005 года руководитель созданного по его инициативе при Институте физики Центра коллективного использования приборами «Лазерный фемтосекундный комплекс».
В 1978 году защитил кандидатскую диссертацию:
- Исследование экситонов и их коллективных свойств в слоистом полупроводнике PbJ2 : диссертация … кандидата физико-математических наук : 01.04.07. — Киев, 1978. — 146 с. : ил.

В 1990 году защитил докторскую диссертацию:
- Процессы рассеяния и смешивания собственных возбуждений в спектроскопии слоистых полупроводников : диссертация … доктора физико-математических наук : 01.04.07 / АН УССР. Ин-т физики. — Киев, 1990. — 360 с. : ил.

В 1993 году присвоено звание профессора. В 1997 г. избран членом-корреспондентом НАН Украины по специальности «экспериментальная физика твёрдого тела».
Начиная с 1991 года, развивал в институте новое научное направление — «фотоакустика гетероструктур». Полученные результаты использовались для усовершенствования прецизионных объемных методик лазерной обработки вещества. Развиты основы физики лазерного пробоя прозрачных сред, использованных для задач прецизионной микрообработки прозрачных материалов.
Профессор кафедры общей физики физического факультета Киевского национального университета.
В разное время на общественных началах занимал следующие должности:
- заместитель председателя научного совета программы «Материалы электронной техники» МОН Украины;
- заместитель председателя Экспертного совета по физике ВАК Украины;
- член совета Государственного фонда фундаментальных исследований МОН Украины;
- национальный эксперт стран СНГ по лазерам и лазерным технологиям;
- член научных советов НАН Украины по проблемам: «Лазерная физика, лазерные технологии»; «Физика полупроводников», «Физика твердого тела»; рабочей группы программы НАН Украины «Наносистемы, наноматериалы, нанотехнологии», редколлегий «Украинского физического журнала», «Semiconductor Physics. Quantum Electronics. Optoelectronics» и др.

Дважды лауреат Государственной премии Украины в области науки и техники — 1994 и 2003 годы.
Награждён наградой НАНУ «За научные достижения» и Почётной грамотой Президиума НАНУ.
Автор (соавтор) более 150 печатных работ, в том числе двух монографий:
- М. С. Бродин, И. В. Блонский. Экситонные процессы в слоистых кристаллах. — Киев: Научная мысль, 1986. — 254 с.
- М. С. Бродин, И. В. Блонский, Б. М. Ницович, В. В. Ницович. Динамические эффекты в многокомпонентном газе квазичастиц. — Киев: Научная мысль, 1990. — 173 с.